# Cecilia Salvioli
Cecilia Salvioli (Modena, 8 novembre 1968) è un'ex schermitrice italiana, specializzata nella spada.

## Palmarès

### Risultati élite
In carriera ha ottenuto i seguenti risultati:
Mondiali
Individuale
A squadre
- Bronzo nella spada a Orléans 1988